# Selunak
Selunak is een bestuurslaag in het regentschap Indragiri Hulu van de provincie Riau, Indonesië. Selunak telt 1051 inwoners (volkstelling 2010).